# Guerlédan
Guerlédan es una comuna nueva francesa situada en el departamento de Costas de Armor, de la región de Bretaña.

## Historia
Fue creada el 1 de enero de 2017, en aplicación de una resolución del prefecto de Costas de Armor de 30 de agosto de 2016 con la unión de las comunas de Mûr-de-Bretagne y Saint-Guen, pasando a estar el ayuntamiento en la antigua comuna de Mûr-de-Bretagne.

## Demografía
| Gráfica de evolución demográfica de Guerlédan entre 1800 y 2013 |
|                                                                 |

Los datos entre 1800 y 2013 son el resultado de sumar los parciales de las dos comunas que forman la nueva comuna de Guerlédan, cuyos datos se han cogido de 1800 a 1999, para las comunas de Mûr-de-Bretagne y Saint-Guen de la página francesa EHESS/Cassini. Los demás datos se han cogido de la página del INSEE.

## Composición
| Comuna delegada | Código INSEE | Población (2013) | Superficie (km²) | Densidad (hab./km²) |
| --------------- | ------------ | ---------------- | ---------------- | ------------------- |
| Mûr-de-Bretagne | 22158        | 2078             | 29.80            | 70                  |
| Saint-Guen      | 22298        | 454              | 17.95            | 25                  |